# Fonologia de l'Oriya
Aquest article és sobre la fonologia i fonètica de l'Oriya.
L'Oriya té vint-i-vuit fonemes de consonant, dos fonemes de semivocals i sis fonemes de vocal.

## Vocal
| Vocal Anterior | Vocal Posterior |   |
| -------------- | --------------- | - |
| Alta           | i               | u |
| Mitjana        | e               | o |
| Baixa          | a               | ɔ |

## Semivocals
| IPA | Exemples                   | Aproximació anglesa |
| --- | -------------------------- | ------------------- |
| j   | joia; joio; jogio; iuropo  | iogurt              |
| w   | cuadro; fuego; Huila arduo | Wikipedia           |

T/o/tes les vocals excepte /o/ també tenen una part nasal. Les vocals finals són estàndards i pronunciades, p. ex. Odia [pʰulo] contra Bengali [pʰul] "Flor".

## Consonants
| Labial    | Labial | Alveolar/Dental | Alveolar/Dental | Retroflex | Retroflex | Palatal | Palatal | Velar   | Velar | Glottal | Glottal |
| --------- | ------ | --------------- | --------------- | --------- | --------- | ------- | ------- | ------- | ----- | ------- | ------- |
| Nasal     | m      | n               | ɳ               |           |           |         |         |         |       |         |         |
| Affricate | ppʰp   | bbʱb            | t̪t̪ʰt̪            | d̪d̪ʱd̪      | ʈʈʰʈ      | ɖɖʱɖ    | tʃtʃʰtʃ | dʒdʒʱdʒ | kkʰk  | ggʱg    |         |
| Fricatius | s      | h               |                 |           |           |         |         |         |       |         |         |
| Lateral   | l      |                 |                 |           |           |         |         |         |       |         |         |
| Bategant  | ɾ      | ɺ̢               |                 |           |           |         |         |         |       |         |         |